# Falz
Falz is een historisch Duits merk van scooters.
De oprichter was August Falz, die in 1950 een scooter voor eigen gebruik bouwde, met daarin een 98 cc Fichtel & Sachs-blokje. In 1951 kwam er een verbeterde versie. Falz had inmiddels plannen voor serieproductie. Het derde type uit 1952 had een 100 cc NSU Quick-blokje. In 1954 kwam de vierde versie, de Falz Sybille uit, ditmaal voorzien van een 175 cc CZ-blok. 
Falz woonde in Döbeln dat destijds in de DDR lag. Hierdoor was hij aangewezen op motorblokken uit het Oostblok. Mogelijk mede daardoor kon hij geen fabrikant vinden om zijn scooters in productie te nemen.